# NGC 1083
NGC 1083 est une galaxie spirale vue par la tranche située dans la constellation de l'Éridan. NGC 1083 a été découverte par l'astronome américain Lewis Swift en 1886.

## Caractéristiques
La classe de luminosité de NGC 1083 est II et elle renferme également des régions d'hydrogène ionisé.

### Distance
Sa vitesse par rapport au fond diffus cosmologique est de 3 858 ± 24 km/s, ce qui correspond à une distance de Hubble de 56,9 ± 4,0 Mpc (∼186 millions d'al).
À ce jour, une mesure non basée sur le décalage vers le rouge (redshift) donne une distance d'environ 68,700 Mpc (∼224 millions d'al). Cette valeur est un peu à l'extérieur des valeurs de la distance de Hubble. Notons cependant que c'est avec la valeur moyenne des mesures indépendantes, lorsqu'elles existent, que la base de données NASA/IPAC calcule le diamètre d'une galaxie et qu'en conséquence le diamètre de NGC 1083 pourrait être d'environ 26,8 kpc (∼87 400 al) si on utilisait la distance de Hubble pour le calculer.

### Luminosité dans l'infrarouge
La luminosité de NGC 1083 dans l'infrarouge lointain (de 40 à 400 µm)  est égale à 5,37 × 1010 {\displaystyle L_{\odot }} (1010,73{\displaystyle L_{\odot }}) et sa luminosité totale dans l'infrarouge (de 8 à 1 000 µm) est de 6,92 × 1010 {\displaystyle L_{\odot }} (1010,84{\displaystyle L_{\odot }}).